# Мизандари, Алоизий Иосифович
Алои́зий Ио́сифович Мизанда́ри (груз. ალოიზ იოსების ძე მიზანდარი; 1 сентября (13 сентября) 1838, Гори, Российская империя, ныне Грузия — 1 июня (14 июня) 1912, Тифлис, Российская империя, ныне Тбилиси, Грузия) — грузинский пианист, общественный деятель и педагог.

## Биография
Брал уроки фортепиано у Леона Янишевского в Тифлисе. В 1855—1863 годах учился на факультете восточных языков Петербургского университета. Выступал в университетском симфоническом оркестре. В 1863 году в Петербурге был издан его романс «Расстались мы» — первое опубликованное в России произведение грузинской профессиональной музыки. В 1865—1867 годах жил в Париже, потом в Вене, где много концертировал. По возвращении в Тифлис занялся педагогической деятельностью. В 1874 году вместе с Харлампием Саванели и Константином Алихановым открыл в городе первую бесплатную музыкальную школу, преобразованную в 1886 году в Музыкальное училище Русского музыкального общества. Среди учеников — Анна Тулашвили.

## Сочинения
- «Два маленьких вальса» для фортепиано
- «Восточная мелодия и лезгинка» для фортепиано
- «Мазурка-фантазия» для фортепиано
- мазурка «Воспоминание об Абастумане» для фортепиано